# Hruštín
Hruštín est un village de Slovaquie situé dans la région de Žilina.

## Histoire
Première mention écrite du village en 1580.

## Démographie

### Évolution de la population
| Année:               | 1994. | 2004.   | 2014.   | 2024.   |
| -------------------- | ----- | ------- | ------- | ------- |
| Nombre de personnes: | 3057  | 3215    | 3153    | 3184    |
| Différence:          |       | +5,16 % | -1,92 % | +0,98 % |

| Année:               | 2023. | 2024.   |
| -------------------- | ----- | ------- |
| Nombre de personnes: | 3190  | 3184    |
| Différence:          |       | -0,18 % |